# Tetragonula testaceitarsis
Tetragonula testaceitarsis är en biart som först beskrevs av Cameron 1901.  Tetragonula testaceitarsis ingår i släktet Tetragonula och familjen långtungebin. Inga underarter finns listade i Catalogue of Life.